# Liste der Baudenkmale in Rukieten
In der Liste der Baudenkmale in Rukieten sind alle Baudenkmale der Gemeinde Rukieten (Landkreis Rostock) und ihrer Ortsteile aufgelistet (Stand 10. Februar 2021).

## Baudenkmale nach Ortsteilen

### Rukieten
| ID  | Lage               | Bezeichnung            | Beschreibung | Bild |
| --- | ------------------ | ---------------------- | ------------ | ---- |
| 626 | Ausbau 5–7 (Karte) | MTS-Gedenkstein        |              |      |
| 627 | Am Anger 3 (Karte) | Bauernhaus             |              |      |
| 628 | Am Anger           | Kriegerdenkmal 1914/18 |              |      |

### Göldenitz
| ID  | Lage                       | Bezeichnung                                    | Beschreibung | Bild    |
| --- | -------------------------- | ---------------------------------------------- | ------------ | ------- |
| 210 | Dorfstraße 15/16 (Karte)   | Wohnhaus                                       |              |         |
| 211 | Schwaaner Straße 1 (Karte) | Bauernhof mit Wohnhaus, Stallscheune und Stall |              |         |
| 212 | Schwaaner Straße (Karte)   | Kapelle                                        |              | Kapelle |

## Veränderungen
In der Liste von 1996 noch enthalten:

### Göldenitz
| ID | Lage          | Bezeichnung | Beschreibung | Bild |
| -- | ------------- | ----------- | ------------ | ---- |
|    | Dorfstraße 19 | Gutshaus    |              |      |

## Quelle
Denkmalliste des Landkreises Rostock A ‐ Z (Stand: 10. Februar 2021; PDF, 497 KB)
- Karte mit allen Koordinaten:
- OSM |
- WikiMap